# Wiaczesław Prokopowycz

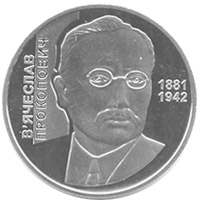
Wiaczesław Prokopowycz na monecie Ukrainy

Wiaczesław Prokopowycz, ukr. В'ячеслав Костянтинович Прокопович (ur. 10 czerwca?/22 czerwca 1881 w Kijowie, zm. 7 czerwca 1942 w Bessancourt) – ukraiński działacz polityczny i społeczny, pedagog, publicysta, historyk. Premier Ukraińskiej Republiki Ludowej (1920 i na emigracji 1926-1939).
Od 1905 r. działacz Ukraińskiej Partii Demokratyczno-Radykalnej, następnie Towarzystwa Ukraińskich Postępowców. Od 1917 członek Ukraińskiej Centralnej Rady, od czerwca 1917 we władzach Ukraińskiej Partii Socjalistów-Federalistów. W gabinecie Wsewołoda Hołubowycza był ministrem oświaty.
Od 26 maja 1920 do 14 października 1920 był premierem rządu Ukraińskiej Republiki Ludowej.
Od 1920 r. na emigracji, do roku 1924 przebywał w Polsce. Najbliższy współpracownik Symona Petlury, w 1924 r. wraz z nim wyjechał do Francji. Zamieszkał w Paryżu i początkowo pracował fizycznie jako pakowacz w jednym z paryskich wydawnictw. W latach 1925–1939 był redaktorem tygodnika „Tryzub”. Po zamordowaniu Symona Petlury objął po Andriju Liwyckim funkcję premiera Rządu URL na emigracji, którą sprawował w latach 1926–1939. Od października 1939 do maja 1940 pełnił obowiązki zastępcy przewodniczącego Dyrektoriatu i Głównego Atamana URL (prezydenta i Naczelnego Wodza) Andrija Liwyckiego (przebywającego wówczas w Warszawie pod okupacją niemiecką). W czerwcu 1940 w czasie ofensywy niemieckiej we Francji opuścił Paryż wobec zbliżania się Wehrmachtu do miasta i wyjechał na południe Francji. Mieszkał w nieokupowanej strefie Francji Vichy. W styczniu 1942 powrócił do domu w Bessancourt pod Paryżem, tam też wkrótce potem zmarł i został pochowany na miejscowym cmentarzu.